# Алексеев, Юрий Васильевич (дирижёр)
Юрий Васильевич Алексеев (29 апреля 1936, Бельково, Ленинградская область — 5 ноября 2004, Днепропетровск) — советский и украинский дирижёр и композитор. Заслуженный деятель искусств УССР (1984). Брат дирижёра Александра Алексеева.

## Биография
Родился 29 апреля 1936 года в деревне Бельково Хвойнинского района Новгородской области.
В 1953 году вступил и в 1957 году окончил дирижёрско-хоровое отделение Ленинградского музыкального училища при Ленинградской консерватории.
В 1958—1963 годах учился в Уральской государственной консерватории: на кафедре хорового дирижирования (класс Т. Безбородовой) и факультативно в классе оперно-симфонического дирижирования (профессор М. Паверман). Работал в музыкальных театрах Свердловска.
В 1968—1989 годах — главный дирижёр и заведующий музыкальной части Криворожского музыкально-драматического театра.
В 1989—1991 годах — главный дирижёр Крымского академического русского драматического театра имени М. Горького и Сумского областного театра драмы и музыкальной комедии имени М. С. Щепкина.
В 1991—2002 годах — главный дирижёр Днепропетровского украинского музыкально-драматического театра.
В 1997—2004 годах — в Молодёжном театре в Днепропетровске.
Умер 5 ноября 2004 года в Днепропетровске.

## Творческая деятельность
На театральной сцене руководил постановкой музыкального оформления ряда спектаклей:
- «Вольный ветер» (1969);
- «Белая акация» И. Дунаевского (1969);
- «Четверо с улицы Жанны» (1969);
- «На рассвете» А. Сандлера (1969);
- «Сильва» (1970);
- «Королева чардаша» (1974);
- «Принцесса цирка» И. Кальмана (1986);
- «Холопка» М. Стрельникова (1975);
- «Моя прекрасная леди» Ф. Лоу (1978);
- «Летучая мышь» И. Штрауса (1980);
- «Весёлая вдова» Ф. Легара (1981);
- «Свадьба в Малиновке» Б. Александрова (1983);
- «Засватанная — не венчанная» И. Карпенко-Карого (1992);
- «Маруся Чурай» Л. Костенко (1992);
- «Бой женщина» по украинским водевилями (1993).

Создал музыку к ряду драматических спектаклей:
- «Чума на оба ваши дома» Г. Горина (1997);
- «Апрель в новогоднюю ночь» Г. Кунцева (1998);
- «Судьба пророка — гения судьба» по произведениям А. Пушкина (1999);
- «Цирк Шардам» Д. Хармса (1999);
- «Собор» О. Гончара (2001).

## Награды
- Заслуженный деятель искусств УССР (1984).